# Adalbert II van Ballenstedt
Adalbert II van Ballenstedt (ca. 1030 - 1076/83) was een vooraanstaand Saksisch edelman uit het geslacht van de Ascaniërs.

## Biografie
Adalbert was de enige zoon van graaf Esiko van Ballenstedt en van Mathilde van Zwaben. Bij de dood van zijn vader (ca. 1060) werd hij graaf van Ballenstedt. Ook was hij voogd van de klooster van Harzgerode en Nienburg (Saale). Later werd Adalbert ook graaf van de Nordthüringgau (graafschap rond Maagdenburg op de linkeroever van de Elbe), de Nizzigau en de gau Serimunt (graafschappen direct stroomopwaarts van de Nordthüringgau op de linkeroever van de Elbe, in overwegend Slavisch gebied). Adalbert steunde in 1069 markgraaf Dedi van de Saksische Oostmark tegen koning Hendrik IV, toen die in opstand kwam wegens een erfeniskwestie. Adalbert plunderde toen de goederen van het klooster van Nienburg. De opstand van Dedi werd onderdrukt en Adalbert compenseerde het klooster met goederen in Ballenstedt.
In 1072 sloot hij zich aan bij de grote Saksische opstand onder Otto I van Northeim, tegen Hendrik. In 1075 werd hij door Hendrik gevangengezet maar ook na zijn vrijlating in 1077 bleef hij tegenkoning Rudolf van Rheinfelden steunen.
Adalbert werd vóór 1083 vermoord door Egeno van Konradsburg. De aanleiding van de moord is niet bekend. Voor straf werd het kasteel van Konradsburg (bij Ermsleben) omgevormd tot een klooster.

## Huwelijk en kinderen
Hij was gehuwd met Adelheid van Weimar - Orlamunde (ca. 1055 - 28 maart 1100), erfdochter van Otto I van Weimar en Adele/Adelheid van Leuven. Adalbert en Adelheid kregen de volgende kinderen:
- Otto
- Siegfried I

Adelheid hertrouwde met Herman II van Lotharingen. Adelheid huwde nog een derde maal, nu met Hendrik van Laach (Luxemburg), eveneens paltsgraaf van Lotharingen, die zijn stiefzoon Siegfried als opvolger aanwees. Uit deze huwelijken werden geen kinderen geboren.
Adelheid stichtte samen met haar derde man de abdij Maria Laach in 1093. Adelheid overleed tijdens een pelgrimsreis naar Rome. Ze is begraven in het klooster Springiersbach, bij Wittlich. Na haar dood werden de bouwwerkzaamheden aan de abdij van Maria Laach stilgelegd maar ze werden hervat door Siegfried in 1112.
Via grootmoeder Emma van koningin Emma is Adelbert van Ballenstedt een rechtstreekse voorvader van het Nederlandse koningshuis.

## Voorouders
| Voorouders van Adalbert II van Ballenstedt | Voorouders van Adalbert II van Ballenstedt                             | Voorouders van Adalbert II van Ballenstedt                             | Voorouders van Adalbert II van Ballenstedt                             | Voorouders van Adalbert II van Ballenstedt                             | Voorouders van Adalbert II van Ballenstedt                             | Voorouders van Adalbert II van Ballenstedt                             | Voorouders van Adalbert II van Ballenstedt                               | Voorouders van Adalbert II van Ballenstedt                               |
| ------------------------------------------ | ---------------------------------------------------------------------- | ---------------------------------------------------------------------- | ---------------------------------------------------------------------- | ---------------------------------------------------------------------- | ---------------------------------------------------------------------- | ---------------------------------------------------------------------- | ------------------------------------------------------------------------ | ------------------------------------------------------------------------ |
| Overgrootouders                            | ? (–) ∞ ? (–)                                                          | ? (–) ∞ ? (–)                                                          | Odo van Noordmark (~930-993) ∞ ? (–)                                   | Odo van Noordmark (~930-993) ∞ ? (–)                                   | Koenraad I van Zwaben (940–997) ∞ Richlind (~950-1035)                 | Koenraad I van Zwaben (940–997) ∞ Richlind (~950-1035)                 | Koenraad van Bourgondië (922–993) ∞ 964 Mathilde van Frankrijk (943–992) | Koenraad van Bourgondië (922–993) ∞ 964 Mathilde van Frankrijk (943–992) |
| Grootouders                                | ? (–) ∞ ? (–)                                                          | ? (–) ∞ ? (–)                                                          | ? (–) ∞ ? (–)                                                          | ? (–) ∞ ? (–)                                                          | Herman II van Zwaben (–1003) ∞ Gerberga van Bourgondië (965–1019)      | Herman II van Zwaben (–1003) ∞ Gerberga van Bourgondië (965–1019)      | Herman II van Zwaben (–1003) ∞ Gerberga van Bourgondië (965–1019)        | Herman II van Zwaben (–1003) ∞ Gerberga van Bourgondië (965–1019)        |
| Ouders                                     | Esiko van Ballenstedt (995–1060) ∞ Mathilde van Zwaben (ca. 965 – 995) | Esiko van Ballenstedt (995–1060) ∞ Mathilde van Zwaben (ca. 965 – 995) | Esiko van Ballenstedt (995–1060) ∞ Mathilde van Zwaben (ca. 965 – 995) | Esiko van Ballenstedt (995–1060) ∞ Mathilde van Zwaben (ca. 965 – 995) | Esiko van Ballenstedt (995–1060) ∞ Mathilde van Zwaben (ca. 965 – 995) | Esiko van Ballenstedt (995–1060) ∞ Mathilde van Zwaben (ca. 965 – 995) | Esiko van Ballenstedt (995–1060) ∞ Mathilde van Zwaben (ca. 965 – 995)   | Esiko van Ballenstedt (995–1060) ∞ Mathilde van Zwaben (ca. 965 – 995)   |
| Adalbert II van Ballenstedt 1030-1076/83   |                                                                        |                                                                        |                                                                        |                                                                        |                                                                        |                                                                        |                                                                          |                                                                          |